# 让行线

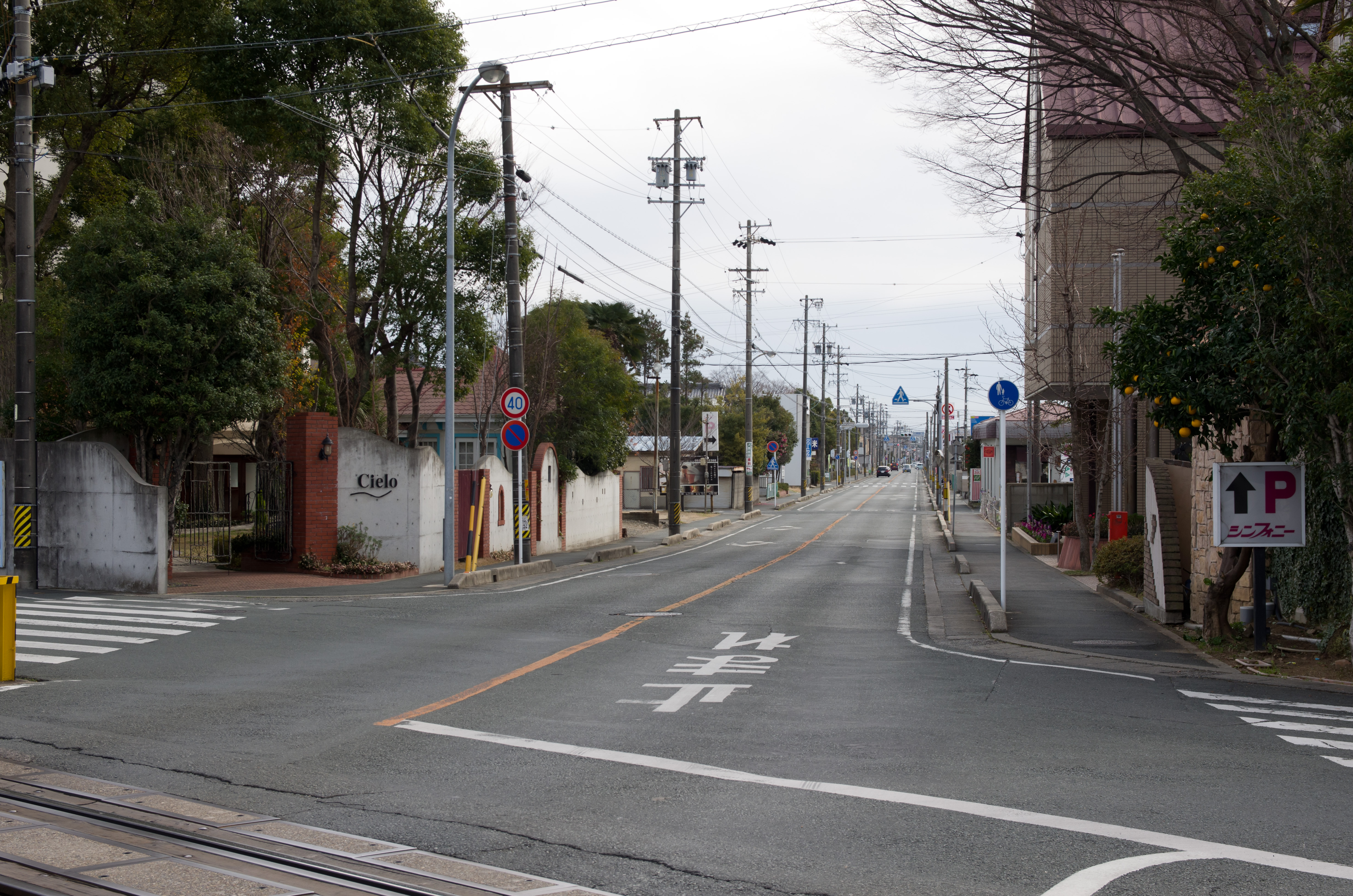
位於日本豐川市的让行线

让行线是一種在交叉路口劃設的横向道路交通标线，用于告知汽車驾驶员在接近路口时应在让行线处停车或让行。它可以分為停车让行线以及減速讓行線。
駕駛員是否停車或讓行取決於让行线处的交通標誌。如果看到停车让行的交通標誌，那麼駕駛員必須停車。如果看到减速让行的交通標誌，駕駛員只需要減速即可。